# Afdeling Vii Dolok Ilir
Afdeling Vii Dolok Ilir is een bestuurslaag in het regentschap Serdang Bedagai van de provincie Noord-Sumatra, Indonesië. Afdeling Vii Dolok Ilir telt 253 inwoners (volkstelling 2010).